# 日本点字図書館

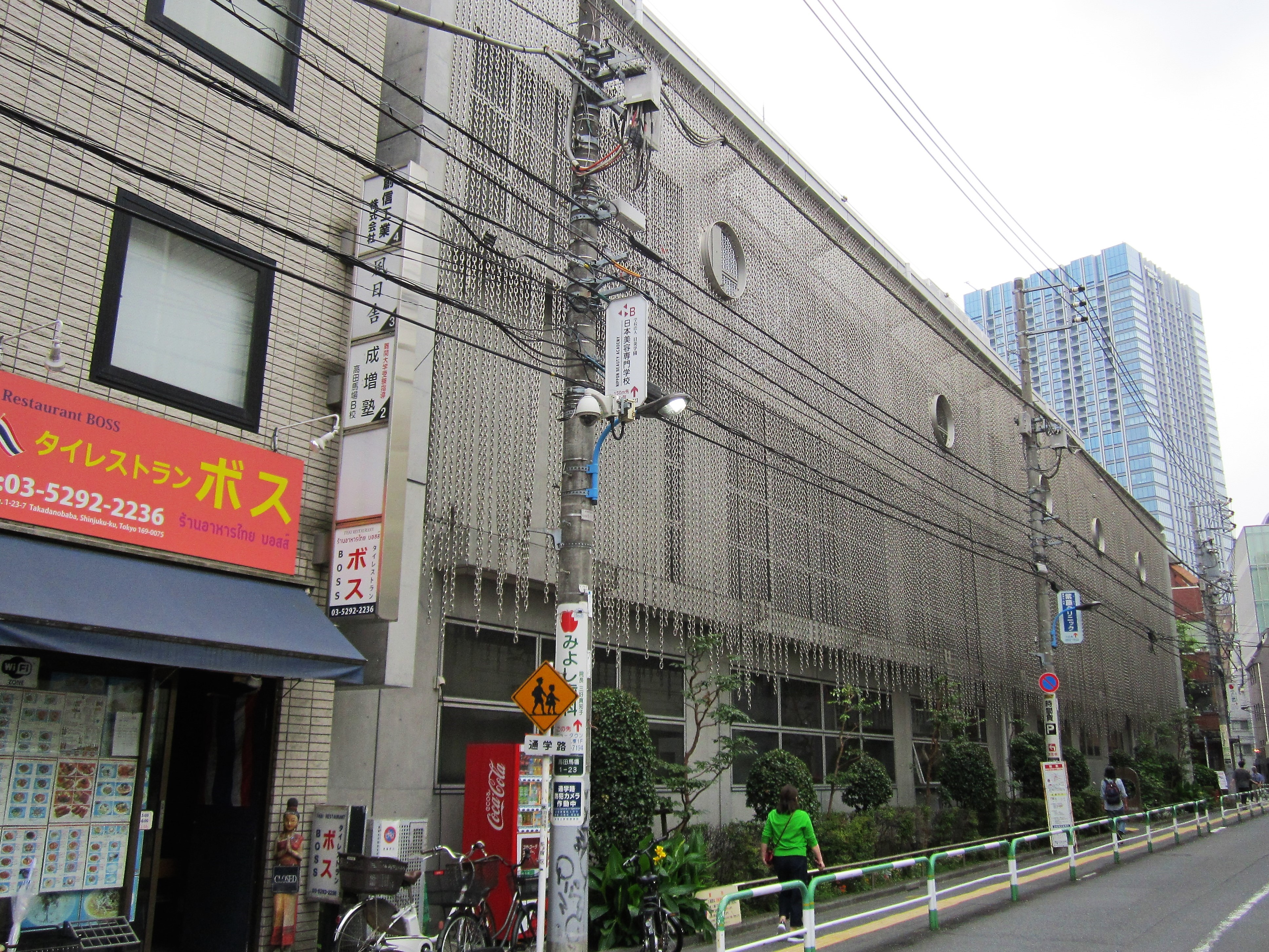
全景

日本点字図書館（にっぽんてんじとしょかん、英語：Japan Braille Library）は、東京都新宿区高田馬場一丁目にある点字図書館。略称は日点（にってん）。

## 概要
視覚障害者用図書館としては日本最大で、点字図書や録音図書を製作・貸出している。また、本間一夫文化賞の選定、授与も行っている。
図書館法による図書館ではなく、身体障害者福祉法に規定する「視聴覚障害者情報提供施設」である。
鎖が全面に垂れ下がるファサードが印象的な図書館棟は、鈴木エドワードの設計である。鎖は「知の滝」を表している。

## 沿革
- 1940年（昭和15年）11月10日 - 北海道増毛郡増毛町出身の本間一夫（1915-2003年）により、「日本盲人図書館」として東京市豊島区雑司ヶ谷に創設。蔵書700冊[3]。
- 1941年（昭和16年） - 淀橋区諏訪町（現在地の新宿区高田馬場）に移転。
- 1943年（昭和18年） - 本館（木造2階建32坪）落成。
- 1945年（昭和20年） - 太平洋戦争下の戦災により図書館棟焼失。貸出事業は疎開先で継続[3]。
- 1948年（昭和23年） - 焼け跡に仮建築で再出発[3]。「日本点字図書館」と改称[3]。蔵書3000冊。
- 1950年（昭和25年） - 財団法人認可。
- 1952年（昭和27年） - 社会福祉法人認可[3]。本間一夫が朝日社会福祉賞受賞。
- 1954年（昭和29年） - 厚生省委託による点字図書の製作・貸出事業開始[3]。
- 1958年（昭和33年） - オープンリール式7インチテープを使った録音図書事業「声のライブラリー」開始[3]。テープ50巻、レコーダー1台[3]。
- 1960年（昭和35年） - 中途失明者のための点字教室を開始[3]。
- 1961年（昭和36年） - 厚生省委託による録音図書の製作・貸出事業開始。
- 1966年（昭和41年） - 視覚障害者用生活用具の開発と普及事業を開始[3]。
- 1976年（昭和51年） - 声の図書のカセットテープ化を開始[3]。
- 1977年（昭和52年） - 本間一夫が第11回吉川英治文化賞受賞。
- 1989年（平成元年） - 厚生大臣特別表彰（身体障害者福祉功労団体）を受賞[3]。
- 1991年（平成3年） - パソコン点訳者養成事業を開始[3]。
- 1994年（平成6年） - 厚生省委託情報ネットワーク事業を開始。アジア盲人図書館協力事業開始[3]。
- 1996年（平成8年） - 専門対面リーディングサービスを開始[3]。
- 1998年（平成10年） - 国費による新館・別館が完成[3]。皇后出席のもと新館披露の式典開催[3]。
- 1999年（平成11年） - デイジー（DAISY）図書（デジタル録音図書）の製作・貸出開始[3]。
- 2001年（平成13年） - 厚生労働省補助事業「点字図書情報ネットワーク整備事業」稼動。イオンクレジットサービスとの提携カード「日本点字図書館カード」発行開始。
- 2003年（平成15年） - 本間一夫と日本点字図書館が第10回井上靖文化賞を受賞[3]。ロービジョンサポート事業を開始[3]。創立者・本間一夫死去。
- 2004年（平成16年） - 録音図書ネットワーク配信サービス「びぶりおネット」開始[3]。
- 2005年（平成17年） - 録音図書ネットワーク製作システム「びぶりお工房」開始[3]。ユニバーサルデザイン推進室（UDラボ）設置[3]。
- 2007年（平成19年） - 日本点字図書館が「アジア太平洋障害者の十年（2003～2012年）」中間年記念 内閣総理大臣表彰受賞[3]。
- 2008年（平成20年） - 携帯電話による録音図書配信サービス「びぶりおネットモバイル」開始。チャリティコンサートに皇后が出席[3]。
- 2009年（平成21年） - CD録音雑誌『にってんデイジーマガジン』創刊[3]。
- 2010年（平成22年） - 視覚障害者情報総合ネットワークシステム「サピエ」[4]開始[3]。「日点みんなの集い」に皇后が出席[3]。
- 2011年（平成23年） - カセットテープによる録音図書サービスを終了[3]。
- 2013年（平成25年） - 「シネマ・デイジー[5]」サービス開始。電子書籍製作室設置。日本IBM・東京大学大学院情報理工学系研究科廣瀬・谷川研究室の協力を受け、「アクセシブルな電子書籍製作実験プロジェクト」（通称：みんなでデイジー[6]）開始[7]。
- 2014年（平成26年） - 川崎市視覚障害者情報文化センターの管理運営開始[3]。
- 2015年（平成27年） - 第9回塙保己一賞貢献賞受賞[3]。創立者・本間一夫生誕100年記念事業挙行[8]。本間一夫の伝記冊子（漫画）を配布・公開[9]。理事長・田中徹二の著書『不可能を可能に-点字の世界を駆けぬける』（岩波新書）出版。「アクセシブルな電子書籍製作実験プロジェクト」が国立国会図書館との協働プロジェクトに[10]
- 2016年（平成28年） - 24時間テレビチャリティー委員会より点字図書輸送トラックを寄贈される[11]。「テレビ・デイジー」（NHKのテレビドラマなどを音声解説付きで録音編集し、利用者に貸し出すサービス）開始[12]。
- 2017年（平成29年） - 指定特定相談支援事業および自立訓練（機能訓練）事業を開始[3]。
- 2018年（平成30年） - 日本点字図書館付属池田輝子記念ふれる博物館開設[13]。
- 2020年（令和2年） - 著作権法における図書館資料の複製が認められる施設に指定される[3]。

## 事業概要
図書館サービス部門
- 点字図書・点字雑誌・録音図書・録音雑誌の貸出
- レファレンスサービス
- 希望点訳・個人朗読サービス（プライベートサービス）
- 専門書対面朗読サービス
- 中途視覚障害者のための点字教室
- 視覚障害者のためのIT教室
- 見えにくさの相談会
- 視覚障害関係資料室（奥村文庫）

製作部門
- 点字図書・点字雑誌の製作・出版
- 録音図書・録音雑誌（音声DAISY）の製作
- 各種点字メディア・録音メディアの受託製作
- 点字サイン・触知案内図の製作・監修
- 映画DVD音声解説の製作
- アクセシブルな電子書籍（テキストDAISY・マルチメディアDAISY）の製作

用具部門
- 盲人用具の開発・販売

海外支援
- アジア盲人図書館協力事業
- ICT奨学金事業

## 視覚障害者用の図書と著作権
著作権法に定める著作権の制限の例外として、視覚障害者用の点字図書や録音図書は著作権使用料が免除されており、著作権者の了解なしに図書を製作・複製したり貸し出したりすることが認められている。また、第四種郵便物として、点字の信書・出版物と、発信元か宛先が盲学校や点字図書館などの視覚障害者関連施設の録音物は、無料になっている。
著作権法にかつて点訳や朗読録音に関する規定がなかったため、同図書館が文豪や学者、著書がある有名な経営者、スポーツ選手らに手紙で許諾を求めて許諾を得た際の肉筆の返信が1046人分1958通保存されている。

## 関連人物
- 本間一夫：創立者。元日本点字図書館理事長・会長。
- 金森徳次郎：初代国立国会図書館館長。初代日本点字図書館理事長。
- 小林勇：岩波書店元会長。戦後、出版人の立場から支援を行う。
- 大塚信一：[岩波書店元社長。日本点字図書館理事。
- 阿刀田高：作家。元日本点字図書館理事。
- 黒柳徹子：女優・司会者。初期の朗読奉仕者。
- 関根信昭：俳優。長年にわたって朗読奉仕者を務めた。
- 岡村喬生：オペラ歌手。日本点字図書館理事。
- 三田誠広：作家。日本点字図書館理事。

## 関連書籍
- 本間一夫『指と耳で読む－日本点字図書館と私』岩波書店（岩波新書）、1980年、ISBN 978-4-0042-0138-0
- 本間一夫『我が人生「日本点字図書館」』日本図書センター、2001年、ISBN 978-4-8205-5887-3
- 谷合侑『盲人福祉事業の歴史』明石書店、1998年、ISBN 978-4-7503-1037-4
- 日本図書館協会障害者サービス委員会・著作権委員会編『障害者サービスと著作権法』日本図書館協会、2014年、ISBN 978-4-8204-1409-4
- 佐藤聖一『1からわかる図書館の障害者サービス』学文社、2015年、ISBN 978-4-7620-2521-1
- 日本盲人社会福祉施設協議会情報サービス部会編『障害者の読書と電子書籍－見えない、見えにくい人の「読む権利」を求めて』小学館、2015年、ISBN 978-4-0938-8413-6
- 田中徹二『不可能を可能に－点字の世界を駆けぬける』岩波書店（岩波新書）、2015年、ISBN 978-4-0043-1560-5
- 野口武悟・植村八潮編『図書館のアクセシビリティ 「合理的配慮」の提供へ向けて』樹村房、2016年、ISBN 978-4-8836-7262-2
- 日本図書館協会障害者サービス委員会編『図書館利用に障害のある人々へのサービス 上巻』日本図書館協会、2018年、ISBN 978-4-8204-1802-3
- 日本図書館協会障害者サービス委員会編『図書館利用に障害のある人々へのサービス 下巻』日本図書館協会、2018年、ISBN 978-4-8204-1803-0

## 日本点字図書館が登場する小説
- 有吉佐和子『閉店時間 講談社、1962年
  - 新宿のデパートに勤める主人公の一人が、朗読奉仕をやっているという設定になっている。
- 柳美里「JR高田馬場駅戸山口」『山手線内回り』（河出書房新社、2007年）所収